# Catterina Vizzani

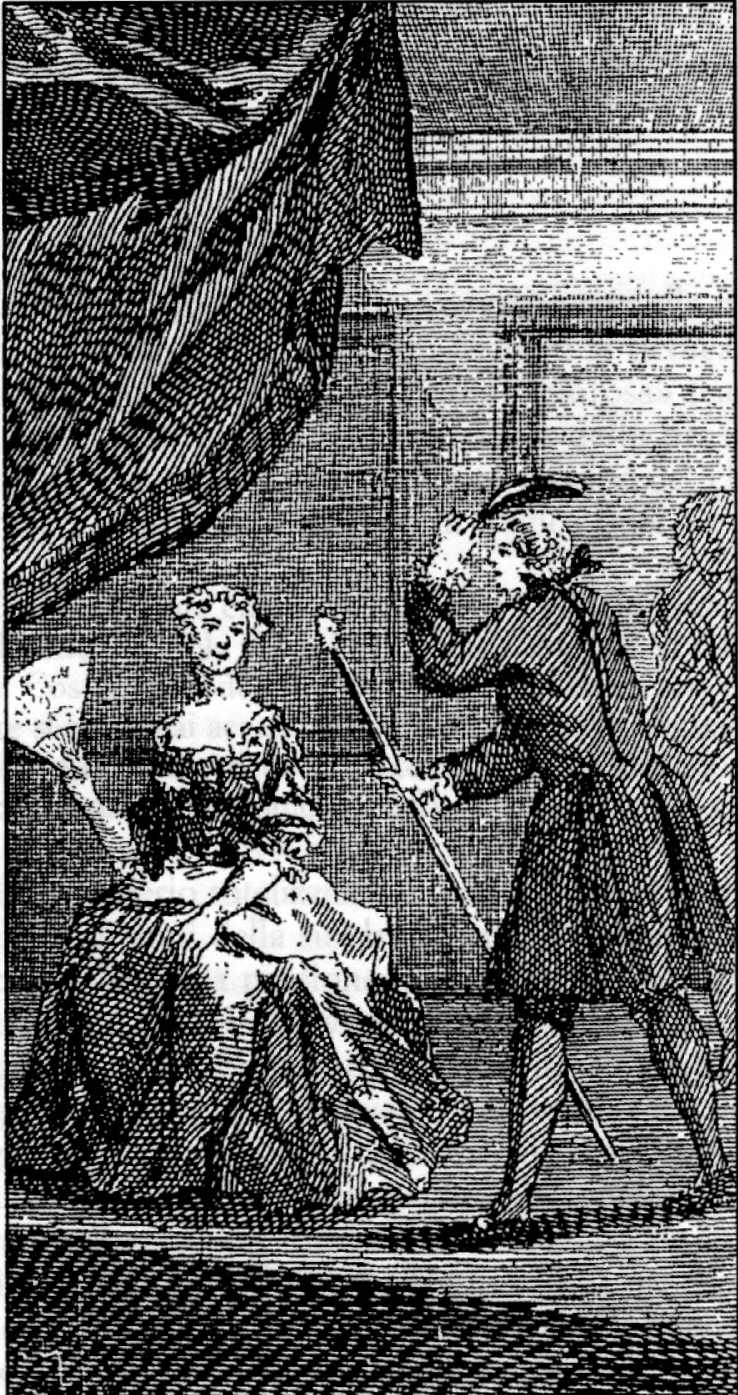
Stampa con Caterina Vizzani in abiti maschili

Catterina Vizzani, senare Giovanni Bordoni, född i Rom 1718, död 1743, var en italiensk äventyrare. Hon var berömd under sin samtid för sin livsstil som transvestit och sina kärleksäventyr med kvinnor.
Vizzani var född i Rom som dotter till en snickare. Hon blev som 14-åring förälskad i en flicka, Malgherita, och klädde sig i manskläder för att kunna besöka henne om kvällarna. När Malgheritas far två år senare hotade att anmäla henne, rymde hon till Viterbo 1734/1735, där hon permanent klädde sig i manskläder och antog namnet Giovanni Bordoni. Hon var under fyra år betjänt hos en präst i Perugia, där hon blev känd som förförare och rucklare och sina konstanta kärleksaffärer med kvinnor. Hon tog avsked och blev betjänt hos adelsmannen Cavaliere Francesco Maria Pucci i Monte Pulciano. 1743 blev hon förälskad i brorsdottern till en lokal präst, och lovade att gifta sig med henne om hon gick med på att rymma med henne till Rom. Paret blev dock upphunna på vägen och Bordoni skadades i benet. Skadan verkade först inte allvarlig och ignorerades, men den ledde till kallbrand och förorsakade hennes död. På sin dödsbädd avslöjade hon sitt kön för en nunna, och bad att få bli begraven i kvinnokläder och hedras som jungfru. Under obduktionen, som utfördes för att undersöka om hon var hermafrodit, konstaterades att hon var oskuld. Hennes begravning blev en stor tilldragelse, eftersom hon i enlighet med katolsk tro uppfattades som en kvinna som dött för sin jungfrudom.
Vizzani blev berömd genom den biografi som utgavs om henne: Breve storia della vita di Catterina Vizzani romana che per ott'anni vesti abito da uomo in qualita di servidore, la quale dopo varj casi essendo in fine stata uccisa fu trovata pulcella nella sezzione del suo cadavero di Giovanni Bianchi professore di Notomi in Siena (Venezia: Occhi, Simone, 1744) av Giovanni Battista Bianchi (1681-1761), som också utförde en studie av hennes kvarlevor för att avgöra om det fanns en fysisk förklaring på hennes sexuella orientering. En biografi utgavs även på engelska: The True History and Adventures of Catharine Vizzani (1751), som också var den första studien på engelska om kvinnlig homosexualitet.